# Strada statale 253 bis Trasversale di Pianura
La strada statale 253 bis Trasversale di Pianura (SS 253 bis) è una strada statale italiana.

## Storia
La strada venne istituita nel 2021, nell'ambito del piano "Rientro strade" dell'ANAS, riclassificando la strada provinciale 3 Trasversale di Pianura.

## Percorso
L'inizio del primo tronco si presenta come continuazione della Tangenziale di San Giovanni in Persiceto. La strada, dirigendosi ad est, passa il Samoggia ed entra così nel comune di Sala Bolognese, di cui tocca il capoluogo. Dopo aver attraversato il Reno, passa nei comuni di Argelato (nella frazione di Funo), Bentivoglio (nel quale interseca l'A13 grazie al casello di Bologna Interporto), Castel Maggiore e Granarolo dell'Emilia, dove incrocia la SS 64 Porrettana. All'altezza dello svincolo con la SP 5 S. Donato, la SP 3/1 lascia posto alla SP 3/2. Questa evita i centri di Bagnarola, Budrio e Medicina e, dopo quest'ultimo abitato, termina innestandosi sulla strada statale 253 San Vitale.
La strada ha una lunghezza di 43,061 km ed è interamente gestita dal compartimento di Bologna dell'ANAS.